# Vĩnh Kim, Đồng Tháp
Vĩnh Kim là một xã thuộc tỉnh Đồng Tháp, Việt Nam.

## Địa lý
Xã Vĩnh Kim có vị trí địa lý:
- Phía đông giáp xã Kim Sơn.
- Phía tây giáp xã Long Tiên và Ngũ Hiệp.
- Phía nam giáp tỉnh Vĩnh Long, ranh giới là sông Mỹ Tho.
- Phía bắc giáp xã Bình Trưng và Long Định.

Xã Vĩnh Kim có diện tích 25,57 km², dân số năm 2025 là 31.466 người, mật độ dân số đạt 1.230 người/km².

## Hành chính
Xã Vĩnh Kim được chia thành 6 ấp: Vĩnh Bình, Vĩnh Hòa, Vĩnh Phú, Vĩnh Quí, Vĩnh Thạnh, Vĩnh Thới.

## Lịch sử
Thời Gia Long, làng Vĩnh Kim Đông và làng Vĩnh Kim Tây thuộc tổng Kiến Thuận.
Năm 1836, làng Vĩnh Kim Đông và làng Vĩnh Kim Tây thuộc tổng Thuận Bình.
Ngày 24 tháng 10 năm 1925, thành lập làng Vĩnh Kim trên cơ sở làng Vĩnh Kim Đông và làng Vĩnh Kim Tây thuộc tổng Thuận Bình, quận Châu Thành, tỉnh Mỹ Tho.
Khởi nghĩa Nam Kỳ bùng nổ tháng 11 năm 1940; vào ngày 5 tháng 12, không quân Pháp ném bom vào chợ Giữa làm thiệt mạng 200 dân thường.
Trong Chiến tranh Đông Dương, xã thuộc huyện Châu Thành, tỉnh Mỹ Tho.
Thời Chiến tranh Việt Nam, Việt Nam Cộng hòa đặt xã Vĩnh Kim vào quận Sầm Giang, tỉnh Định Tường. Phía Mặt trận Giải phóng xem xã Vĩnh Kim thuộc huyện Châu Thành, từ 1969 thuộc huyện Châu Thành Nam, tỉnh Mỹ Tho.
Năm 2024, UBND tỉnh Tiền Giang ban hành Quyết định về việc công nhận đô thị Vĩnh Kim đạt tiêu chuẩn đô thị loại V.
Ngày 16 tháng 6 năm 2025, Ủy ban Thường vụ Quốc hội ban hành Nghị quyết số 1663/NQ-UBTVQH15 về việc sắp xếp các đơn vị hành chính cấp xã của tỉnh Đồng Tháp năm 2025. Theo đó, sắp xếp toàn bộ diện tích tự nhiên, quy mô dân số của các xã Phú Phong, Bàn Long và Vĩnh Kim thành xã mới có tên gọi là xã Vĩnh Kim.
Sau khi sáp nhập, xã Vĩnh Kim có 25,57 km² diện tích tự nhiên và dân số 31.466 người.

## Kinh tế – xã hội
Nơi đây có thương hiệu "vú sữa Lò Rèn" nổi tiếng.